# Massimo Pallottino
Massimo Pallottino (n. 9 noiembrie 1909 - d. 7 februarie 1995) a fost arheolog specializat in civilizația etruscă și arta acestei civilizații.
La începutul carierei sale s-a ocupat de cercetările din Templul lui Apollo la Veii.  El este creatorul disciplinei moderne a etruscologiei. A publicat numeros material arheologic și a întemeiat un institut de cercetare în Roma cunoscut astăzi sub numele de  C.N.R. per l'Archeologia etrusco-italica; este unul din fondatorii revistei de arheologie Studi Etruschi și profesor al Universității din Roma "La Sapienza".
Principalele sale preocupări de-a lungul carierei au fost arta și cultura etruscă. Una din cele mai cunoscute lucrări ale sale este cartea Etruscologia publicată în 1942 la Milano și tradusă ulterior în mai multe limbi, ramâne un punct de referință în cadrul studiului civilizației etrusce.  
Lui Massimo Pallottino i s-a decernat în 1982 Premiul Balzan pentru științe istorice, cu următoarea motivare a premierii: Pentru că a efectuat cercetări și descoperiri de importanță fundamentală în domeniul cunoașterii antichității, prin săpăturile de la Pyrgi, pentru contribuțiile la interpretatrea etruscilor, cercetările cu privire la Roma și la popoarele sale din Italia preromană. 
În 1997 memoria sa a fost onorată prin publicarea în amintirea sa a lucrării în două volume Etrusca et Italica: Scritti in ricordo di Massimo Pallottino.